# 山本兵吉

山本兵吉（约1913年拍摄）

山本兵吉（1858年—1950年7月）是一名日本猎人，據稱一生中捕獲了300頭棕熊，包括在三毛别棕熊事件中的棕熊。他居住在北海道留萌郡鬼鹿村溫根之澤（現在的小平町鬼鹿田代），主要狩獵地區是天盐国的山区（包括鬼鹿山）。

## 出身
據說出身於北海道苫前郡初山别村，喜愛喝酒。

### 青年期
出生於江戶時代末期，似乎年輕時就是在山中游獵的獵人。年輕時居住在庫頁島，曾用一把鯖魚分割刀刺死了一隻棕熊，獲得了「薩巴薩基兄」的綽號。據說他只用一顆實彈就能打倒一隻蝦夷雷鳥和一隻蝦夷栗鼠。 46歲時，日俄战争爆发，兵吉参军，日後總是隨身攜帶戰爭期間獲得的戰利品－－俄製伯丹二型M1870手動槍機步枪和军帽。

### 三毛别棕熊襲擊事件
1915年（大正4年）12月9日、10日，北海道苫前郡苫前村三毛别六線泽（现苫前町三溪）發生了三毛別棕熊事件，七名居民被棕熊殺死。此時，57歲的兵吉典當了自己的槍以還債，剛好經過三毛別地區想要去打獵，聽說了這件事。根據三溪（原三毛別）居民的說法，兵吉於10日深夜、11日或12日加入了獵熊隊，但詳細情況並不清楚。在13日下午6點左右日，兵吉和自己小隊的成員鈴木，看到一頭棕熊闖入一間無人居住的房屋，但卻沒能射殺。
14日，獵熊隊進行大規模搜山。兵吉選擇與大多數獵熊隊員不同的路徑進入山區，前進約 200 公尺後，他發現山頂附近一棵大水楢樹上棲息著一隻棕熊。他前進了大約 20 米，躲在一棵春楡下開槍，擊中了熊的心臟附近。棕熊站了起來，怒視著兵吉，兵吉開了第二槍，子彈穿過了熊的頭部。上午10點，這頭咬死7人的棕熊被兵吉擊斃。北海道廳贈送兵吉贈送了一套軍裝和帽子作為獎勵，但他從未穿著它們去打獵。平時都是用手巾包住臉頰，穿著草鞋，在粗布衣上裹著像毛毯一樣的東西，肩上背著槍去打獵。 吉村昭的小說《羆嵐》中，山岡銀四郎的部分，就是基於兵吉的活躍事蹟描寫的。

### 事件後

山本家族墓地

棕熊被槍殺後的那天晚上，眾人與兵吉在三毛別青年會館喝酒。區長大川與三吉打算將村子裡收集的酬金交給兵吉，但似乎喝醉了酒的兵吉大叫道：「這種小錢我才不要！」並向屋頂開了一槍。
後來兵吉在三毛別蓋了房子，將家人從鬼鹿村接來居住。他被村民奉為「獵熊英雄」，但經常酗酒鬧事。兵吉酒後會毆打妻子，所以妻子常帶著孩子們回到鬼鹿村。不過兵吉對孩子們不錯，據說他經常教導後來也成為獵人的大川春義獵熊的秘訣。 
事件之後，兵吉在三毛別住了兩三年。 在小說和電影中，他經常被描繪成一個行為惡劣的人，不過根據他的孫子、在初山別村豐岬郵局工作的山本昭光的說法，雖然兵吉酒後有時會鬧事，但平常是善良與樂於助人的。
1950年7月，他在家鄉初山别村去世，享年92歲。

## 軼事
1915年（大正4年）春，兵吉和一名獵人同伴進入苫前村古丹別（現苫前町古丹別）的國有林，發現了一個棕熊的冬眠洞。他讓同伴監視洞穴入口，自己打算從洞穴上方打入木樁，卻不慎滑到洞穴之中。棕熊一邊吼叫，一邊抓住兵吉的腳甩動。兵吉抱住棕熊的胸部，對著同伴大喊：「就是現在，開槍！」，但同伴卻逃走了。接著，棕熊撥開兵吉跑掉了。據說兵吉曾說：「從未有過像那時那樣狼狽，也從未有過那種錯失大獵物的遺憾。」